# Valentine D.C.
Valentine D.C.（ヴァレンタイン ディー シー）とは日本のロックバンドである。
バンド名は結成当初「VALENTINE」だったが、後にValentine D.C.に改名。これはワシントンD.C.がアメリカの首都であると同様に、ロックの首都になりたいという思いを込めて改名したと言われているが、「ヴァレンタインという同名のバンドがいたために改名を余儀なくされた」、「語呂が良かった」、「ターボとかデラックス的な、なんとなく軽い気持ちで」など様々な発言があり、真相は不明である。活動初期はLAメタル系のバンドであり、クランチトーンでの速弾きを多用するギターやスラップ奏法を多用するベースなど、テクニカル面を強調した音楽性とド派手なビジュアルだったため、ヴィジュアル系として括られることもある。

## 略歴
- 1989年 - VALENTINEとしてバンド結成。メンバーはKen-ichi（Vo）、Nao（後のNaoya　G)、Kohichi（G)、Jun（B)、Hiroshi（Dr)。当初はツインギター編成の五人組であった。大阪・心斎橋のバハマというライブハウスを中心に活動を始める。
- 1990年 - Hiroshiが脱退。後任にMoriが加入。
- 1991年 - Kohichiが脱退。Valentine D.C.に改名。
- 1992年 - Moriが脱退。後任にEins:VierのローディーだったTakeshiが加入。Ken-ichi（Vo）、Naoya（G）、Jun（B）、Takeshi(Dr)という全盛期メンバーとなる。
- 1994年 - 9月、BMGビクター（現BMG JAPAN）よりメジャーデビュー。
- 1995年 - 11月、Rainbow来日公演のオープニングアクトを務める。
- 1997年 - 日本コロムビア、トライアドレーベルへ移籍。
- 1999年8月 - ソウル・フラワー・ユニオンと共に、日本のバンドとして初の韓国公演となるイベントに出演。10万人のオーディエンスを熱狂させる。
12月31日、解散。
- 2005年12月24日 - 一夜限りの再結成ライブ。タイトルは『re-Play』。
- 2007年7月13日~14日 - Vocal Ken-ichiとBass Jun、他サポートメンバーでValentine D.C.としてライブを行う。
- 2007年11月11日 - サポートメンバーとして参加していた元PlasticのTsuki（Dr）が正式メンバーとなる。
- 2019年2月10日 - 12年ぶりとなる全盛期メンバー4人による結成30周年記念ライブ『the 30th VDC～Thanks For All VDC Mania～』を高田馬場CLUB PHASEにて開催。
- 2023年7月4日 - トライアド・ヒートウェーブ在籍時の音源の、サブスクリプションサービスを解禁。

## メンバー

### 現メンバー
- Ken-ichi（土本 健一、1968年12月4日 - ） - ボーカル、和歌山県出身
- Jun（嶋澤 潤、1968年6月25日 - ） - ベース、 東京都出身
- Tsuki（月岡 靖智、9月17日 - ） - ドラム

### 過去に在籍していた主なメンバー
- Naoya（由田 直也、1967年2月4日 - ） - ギター、愛知県一宮市出身
- Takeshi（上床 武、1969年4月24日 - ） - ドラム、 広島県出身
- Mori（森 じゅんじ） - ドラム

## ディスコグラフィ
- 順位はオリコンのランキングによる最高位

### DVD
- VDCDVD -Valentine D.C. Full Original Member Live-（2008年）- 2007年11月10日に行われた全盛期メンバーによるライブを完全収録（MCは一部カットされている）。

### 参加作品
| 発売日        | タイトル                                                   | 規格品番   | 曲順 | 楽曲              |
| ------------- | ---------------------------------------------------------- | ---------- | ---- | ----------------- |
| 1991年12月4日 | ZEROISM -西方見聞録-                                       | VJCA-00010 | M.6  | Mr.Redhot'n' Blue |
| 1993年9月22日 | Cry-Max Pleasure ~Break On Through to the Nuclear Bandits~ | BVCR-1415  | M.5  | 36°の塊           |
| 1995年4月21日 | ARIOLA MEETING 1995～MEET THE SINGLES〜                    | BVCR-1010  | M.4  | Tomorrow          |
| 1995年5月24日 | ARIOLA MEETING 1995～MEET THE BALLADS〜                    | BVCR-1014  | M.5  | DAYS              |
| 1995年7月21日 | ARIOLA MEETING 1995～MEET THE FAVORITES〜                  | BVCR-1022  | M.4  | HAVE A GOOD DREAM |
| 2015年3月18日 | THE REVIVAL OF TRIAD [2015]                                | COCP-39084 | M.14 | Be a believer     |

## タイアップ一覧
| 使用年 | 曲名           | タイアップ                                                          |
| ------ | -------------- | ------------------------------------------------------------------- |
| 1998年 | カーテンコール | テレビ朝日系 深夜水族館『ミッドナイトマーメイド』エンディングテーマ |
| 1999年 | Be a Believer  | フジテレビ系『歌う! ボキャブラ天国』エンディングテーマ              |